# Astragalus (geslacht)

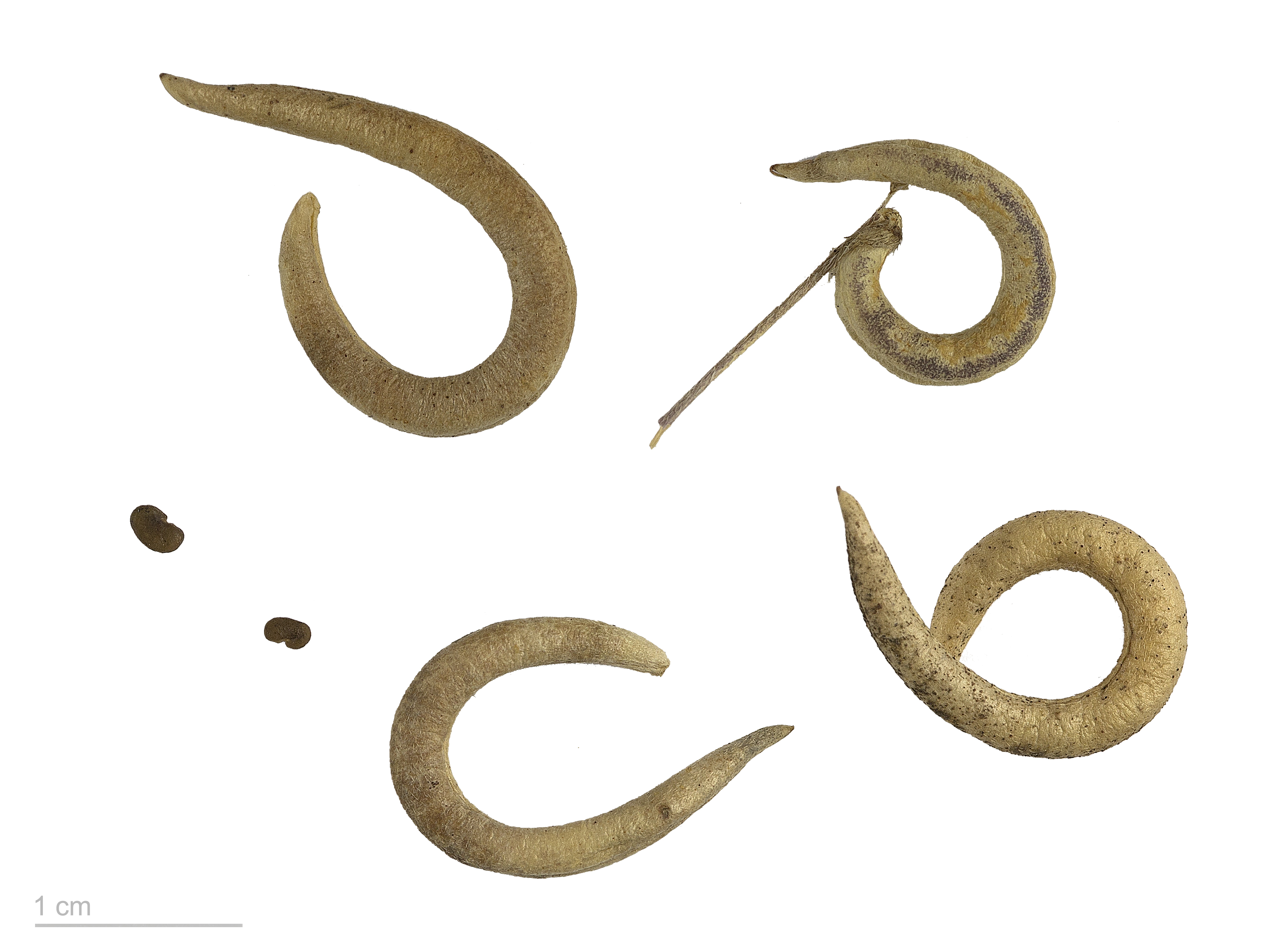
Astragalus hamosus

Hokjespeul (Astragalus) is een geslacht dat behoort tot de vlinderbloemenfamilie (Fabaceae).
Over de gehele wereld komen circa 2000 soorten voor. Vooral berggebieden in de gematigde en subtropische streken zijn erg rijk aan soorten; zo komen in de Rocky Mountains ruim 750 soorten voor, terwijl eenzelfde aantal in westelijk en centraal Azië te vinden is. Griekenland telt ruim 100 soorten, Turkije 390 soorten van dit geslacht. Daarentegen zijn de Alpen vrij arm aan soorten: de Flora Alpina vermeldt slechts 25 soorten en ondersoorten, terwijl dit gebied qua klimaat en diversiteit geschikt zou zijn voor honderden soorten. Wellicht zijn die er ooit ook geweest, maar hebben ze het loodje gelegd toen tijdens de ijstijden de Alpen voor een zeer groot deel met gletsjers bedekt waren.
De soorten worden gekenmerkt door veel (tot 20 en meer) paren deelblaadjes die samen een samengesteld blad vormen. Bij de vlinderbloemenfamilie bestaan de blaadjes vaak uit deelblaadjes.
De groeivorm van de soorten is sterk uiteenlopend: soorten die hoog in de bergen groeien zijn vaak kussenvormig en voorzien van veel doorns, terwijl soorten in sappige weilanden zelf ook heel sappig zijn. De wilde hokjespeul (Astragalus glycyphyllos) is een in Nederland in het wild voorkomende soort. Astragalus bibullatus komt voor in Tennessee, waar deze wordt bedreigd.
Astragaluswortel bevat onder meer cycloastragenol, een stof die in verband wordt met verlenging van de telomeren en met levensverlenging. Deze claims zijn omstreden.

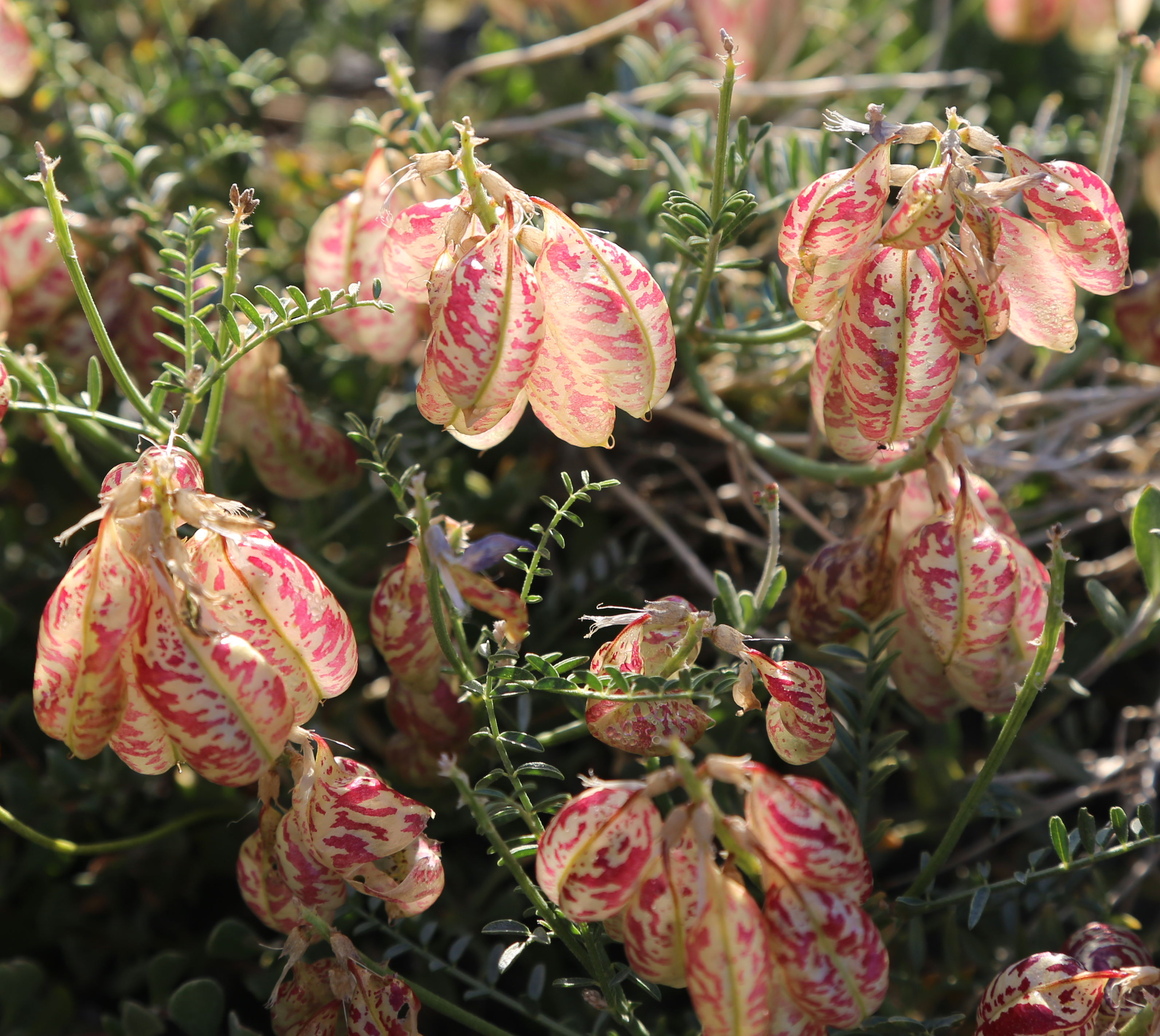
Astragalus whitneyi
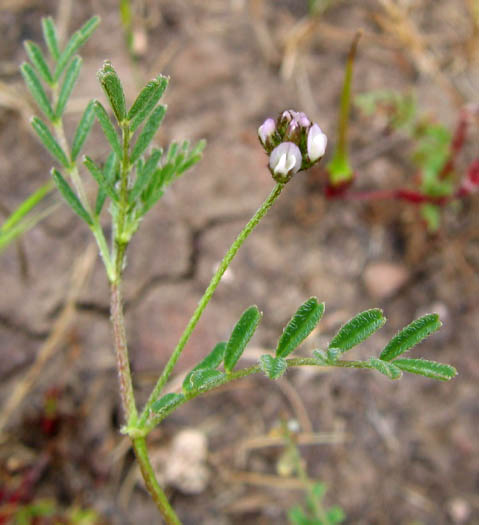
Astragalus didymocarpus
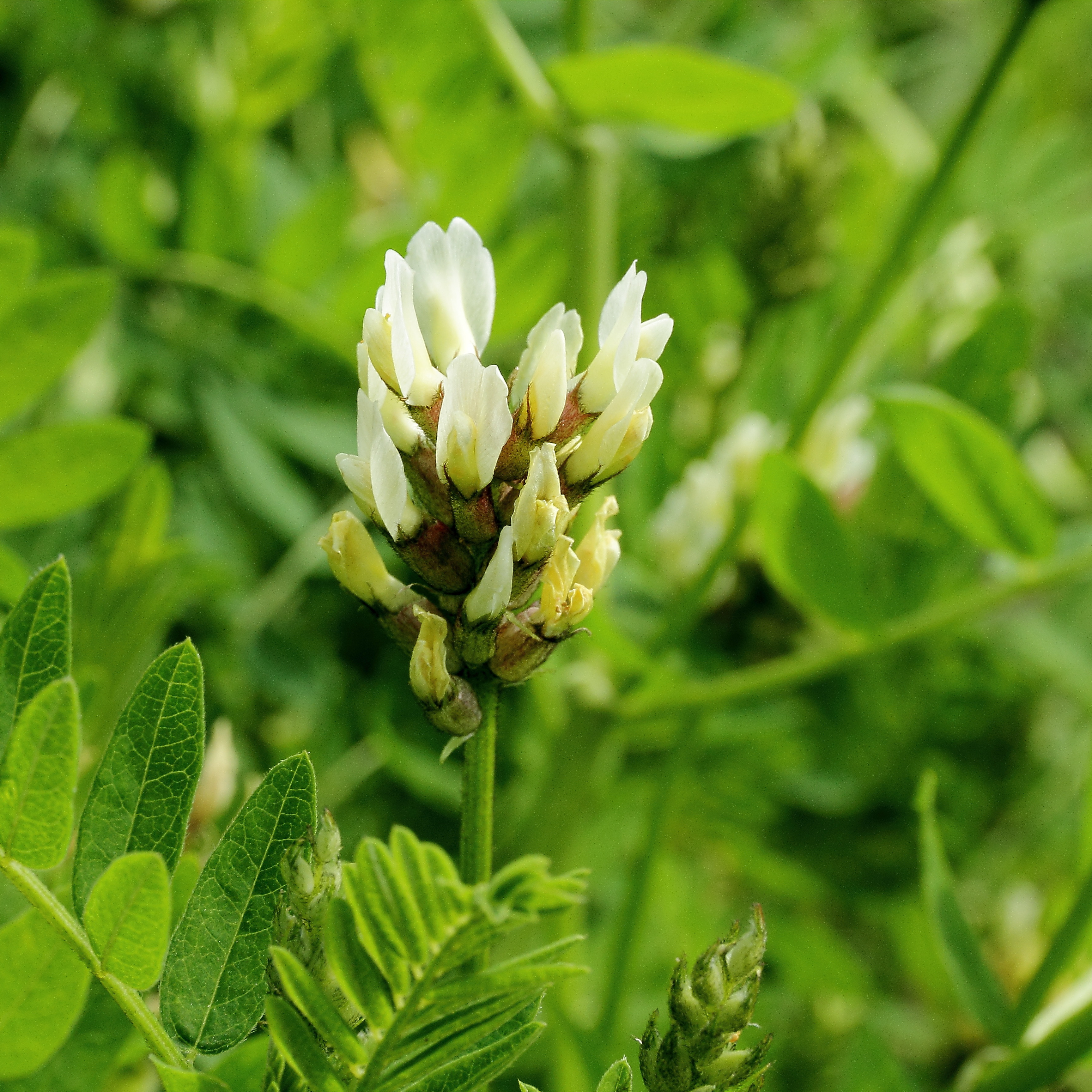
Bergerwt (Astragalus cicer)
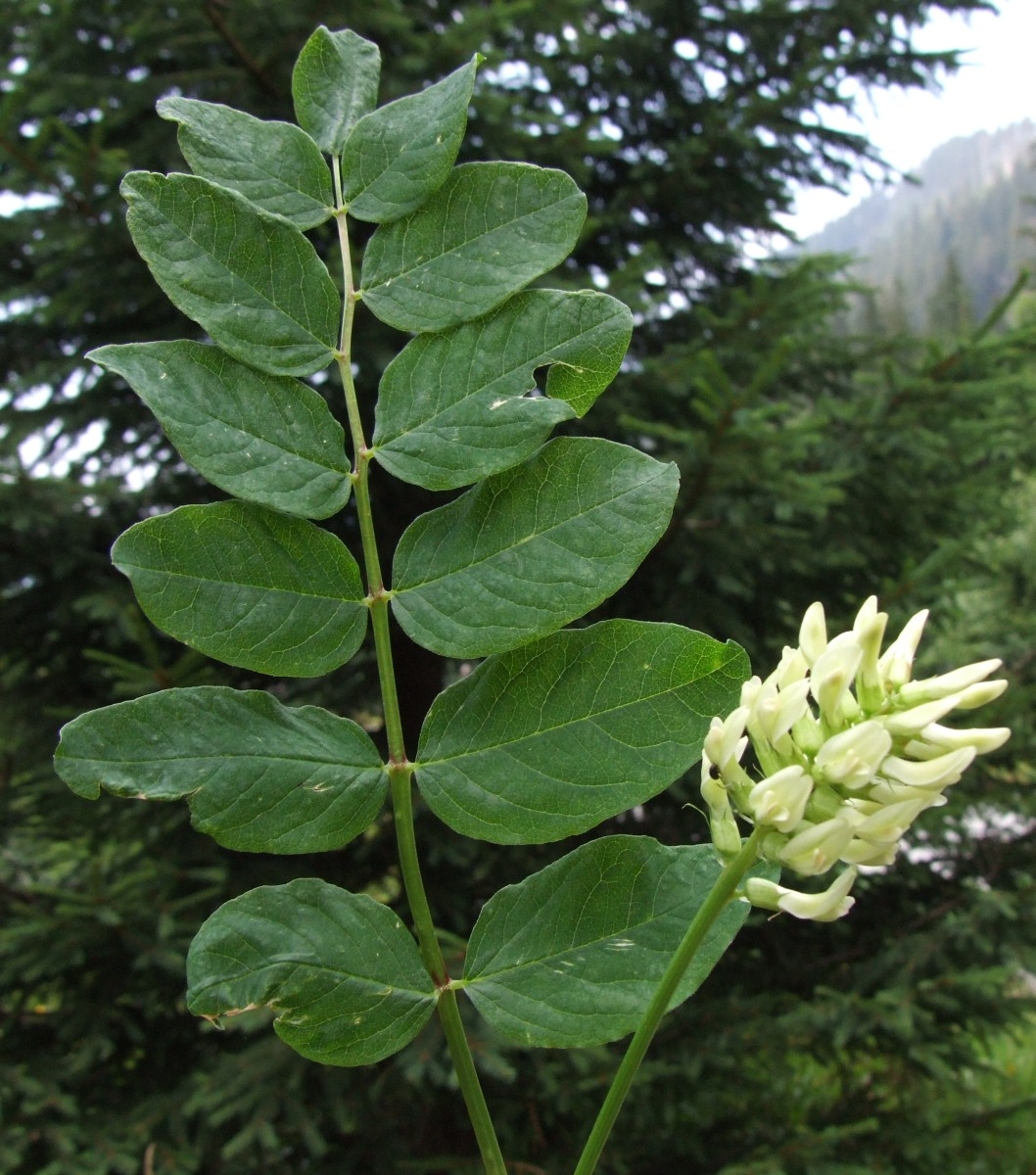
Wilde hokjespeul (Astragalus glycyphyllos)